# Tongguan (köpinghuvudort i Kina, Hunan Sheng, lat 28,46, long 112,81)
Tongguan (kinesiska: 铜官, 铜官镇) är en köpinghuvudort i Kina. Den ligger i provinsen Hunan, i den södra delen av landet, omkring 33 kilometer nordväst om provinshuvudstaden Changsha. Antalet invånare är 20 056. Befolkningen består av 9 923 kvinnor och 10 133 män. Barn under 15 år utgör 10,0 %, vuxna 15-64 år 74 %, och äldre över 65 år 14,0 %.
Runt Tongguan är det tätbefolkat, med 442 invånare per kvadratkilometer. Närmaste större samhälle är Gaotangling, 9,9 km söder om Tongguan. Trakten runt Tongguan består till största delen av jordbruksmark.
Genomsnittlig årsnederbörd är 1 710 millimeter. Den regnigaste månaden är maj, med i genomsnitt 305 mm nederbörd, och den torraste är oktober, med 46 mm nederbörd.